# Periclina merana
Periclina merana är en fjärilsart som beskrevs av William Schaus 1911. Periclina merana ingår i släktet Periclina och familjen mätare. Inga underarter finns listade i Catalogue of Life.